# Maubisse
Maubisse est une ville et un suco au Timor oriental sur l'île de Timor (dans l'archipel de l'Insulinde). Elle est dans le poste administratif de Maubisse, municipalité de Ainaro. Le suco de Maubisse a 6184 inhabitants.